# 綠衣騎士 (電影)
《綠騎士》（英語：The Green Knight）是一部2021年美國和加拿大合拍的史詩中世紀奇幻冒險片，由大衛·羅利編導，故事改編自敘事詩《高文爵士與綠衣騎士》。主演陣容包括戴夫·帕托、艾莉西亞·薇坎德、喬爾·埃哲頓、莎莉塔·喬杜芮、西恩·哈里斯、凱特·迪克、貝瑞·柯根和拉爾夫·尹愛森。
《綠衣騎士》由A24排定2021年7月30日於美國上映。電影獲得媒體與影評界的積極評價，導演、編劇、攝影、音樂、演員的表現、製作、原創性皆獲得讚譽，但觀眾的迴響則偏向兩極分化。

## 主演
- 戴夫·帕托飾演高文爵士（Sir Gawain）
- 拉爾夫·尹愛森飾演綠騎士（Green Knight）
- 艾莉西亞·薇坎德飾演夫人／埃瑟爾（Lady / Esel）
- 喬爾·埃哲頓飾演城堡主人（Lord）
- 莎莉塔·喬杜芮（英语：Sarita Choudhury）飾演母親（Mother）
- 西恩·哈里斯飾演亞瑟王（King Arthur）
- 凱特·迪克（英语：Kate Dickie）飾演桂妮薇兒王后（Queen Guinevere）
- 貝瑞·柯根飾演清道夫（Scavenger）
- 艾琳·凱莉曼飾演溫弗雷德（Winfred）

## 製作
2018年11月，宣佈大衛·羅利將編劇和執導一部改編自14世紀敘事詩《高文爵士與綠衣騎士》的電影，由A24、和Bron Studios製片。2019年3月，戴夫·帕托為出演電影進行洽談。同月，貝瑞·柯根和拉爾夫·尹愛森加入演員陣容。2019年4月，宣佈艾莉西亞·薇坎德和艾琳·凱莉曼加入演員陣容。主體拍攝於2019年3月在阿德莫爾工作室開始進行。

## 發行
《綠衣騎士》原定於2020年3月16日舉行的西南偏南進行首映，並於2020年5月29日在美國院線上映。但受2019冠狀病毒病疫情影響，該電影節被取消舉辦。2020年12月，宣佈該片由A24定於2021年7月30日在美國上映。

## 評價
《綠衣騎士》收穫媒體和評論家的正面評價，爛番茄基於319條評論，其中284條評論給出「新鮮」的評價，新鮮度89%，平均得分8分（滿分10分），為該網站2021年度最高評價的科幻與奇幻類電影。Metacritic則根據56條評論，獲得85分（滿分100分） 根據 影院評分調查，觀眾票選評級「C+」
《Collider》的狄耶哥·彼涅達·帕切克（英語：Diego Pineda Pacheco）將本片列入「十部世界神話迷必看的電影」名冊。

## 獎項
詳見《綠衣騎士》獎項章節